# Bolsón (relieve)

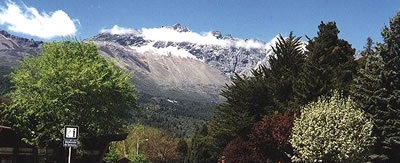

En geomorfología, un bolsón es una depresión endorreica propia de las zonas montañosas de las regiones áridas. Es una cubeta, de unos kilómetros, que recibe las aguas pluviales de la cuenca circundante. Recibe, por consiguiente, los derrubios arrastrados por la arrollada y en ella se precipitan también las sales disueltas en las aguas. Los aluviones más gruesos se depositan en la rampa periférica y los más finos en la parte central; en ésta subsisten, durante largos periodos más o menos largos, lagunas temporales cuyas aguas, por haber disuelto las sales del fondo, son saladas y tanto más cuanto más viejo sea el bolsón. La evaporación total del agua deja costras de sal, yeso, entre otros minerales, así como un limo arcilloso, cuyo depósito es modelado por el viento, formando dunas en la región central del bolsón.
- Datos: Q6981649